# Comuna Laloșu, Vâlcea
Laloșu este o comună în județul Vâlcea, Oltenia, România, formată din satele Berbești, Ghindari, Laloșu (reședința), Mologești, Oltețani și Portărești.

## Demografie
Componența etnică a comunei Laloșu
     Români (73,57%)
     Romi (17,28%)
     Alte etnii (9,15%)
Componența confesională a comunei Laloșu
     Ortodocși (90,71%)
     Alte religii (0,05%)
     Necunoscută (9,24%)
Conform recensământului efectuat în 2021, populația comunei Laloșu se ridică la 2.164 de locuitori, în scădere față de recensământul anterior din 2011, când fuseseră înregistrați 2.478 de locuitori. Majoritatea locuitorilor sunt români (73,57%), cu o minoritate de romi (17,28%). Din punct de vedere confesional, majoritatea locuitorilor sunt ortodocși (90,71%), iar pentru 9,24% nu se cunoaște apartenența confesională.

## Politică și administrație
Comuna Laloșu este administrată de un primar și un consiliu local compus din 11 consilieri. Primarul, Adrian Ruja[*], de la Partidul Social Democrat, este în funcție din octombrie 2020. Începând cu alegerile locale din 2024, consiliul local are următoarea componență pe partide politice:
|  | Partid                          | Consilieri | Componența Consiliului | Componența Consiliului | Componența Consiliului | Componența Consiliului | Componența Consiliului | Componența Consiliului | Componența Consiliului |
|  | ------------------------------- | ---------- | ---------------------- | ---------------------- | ---------------------- | ---------------------- | ---------------------- | ---------------------- | ---------------------- |
|  | Partidul Social Democrat        | 7          |                        |                        |                        |                        |                        |                        |                        |
|  | Forța Dreptei                   | 2          |                        |                        |                        |                        |                        |                        |                        |
|  | Alianța pentru Unirea Românilor | 1          |                        |                        |                        |                        |                        |                        |                        |
|  | Partidul Național Liberal       | 1          |                        |                        |                        |                        |                        |                        |                        |